# Dolnji Kot
Dolnji Kot je naselje v Občini Žužemberk.